# Colleen O’Shaughnessey
Colleen Ann O’Shaughnessey (ur. 15 września 1971) – amerykańska aktorka głosowa, urodzona w Grand Rapids w Michigan. Jej najbardziej znanymi rolami są Sora Takenouchi w Digimon Adventure, Jazz Fenton w Danny Phantom, Ino Yamanaka i Konohamaru w Naruto oraz Neliel Tu Odelschwanck w Bleach. Podkłada również głos w grach komputerowych m.in. w Sonic the Hedgehog (seria). Ma męża, Jasona Villarda, oraz dwoje dzieci, Connora i Maggie.

## Wybrane role
- Ach, ten Andy! jako Lori Mackney (sezon 1)
- Avengers: Potęga i moc (2010) jako Wasp
- B-Daman (2004) jako Assado
- Bleach jako Neliel Tu Odelschwanck
- Danny Phantom (2004–2007) jako Jazz Fenton
- Digimon Adventure (1999–2000) jako Sora Takenouchi
- Digimon Adventure 02 (2000–2001) jako Sora Takenouchi
- Digimon Savers jako Yoshino Fujieda
- Dzieciaki z klasy 402 jako Polly, Mary-Ellen oraz Don
- Mistrzowie Kaijudo jako Mimi Tasogare
- Naruto (2002–2007) jako Ino Yamanaka i Konohamaru
- Naruto Shippūden jako Ino Yamanaka i Konohamaru
- Pinkfong Wonderstar jako Pinkfong, Ptak Mango
- Podwójne życie Jagody Lee jako Jodi Irwin
- Scooby-Doo! Mystery Incorporated jako Dusk
- Slayers Evolution-R jako Pokota
- Slayers Revolution jako Pokota
- Stich! jako Kijimuna
- Sonic 2. Szybki jak błyskawica jako Tails